# 胡達·卡穆什
胡達·卡穆什（英語：Hoda Khamosh，1996年—），她是阿富汗記者、詩人及女性權益運動者。

## 傳記
胡達出生於伊朗，塔利班掌權後，她的父母來到伊朗避難。 她還小的時候，她的家人回到了阿富汗喀布爾北部的帕万省。 她將繼續成為一名記者。
2015年，她擔任許多在地廣播頻道的主持人。 自 2021 年 8 月塔利班重新掌權以來，她一直在阿富汗替無法入學的女孩和婦女舉辦工作坊。
2021年底，她入選於 BBC 的年度全球百大女性（100 Women）名單中。